# Ormbär
Ormbär (Paris quadrifolia) är en ört som är ganska olik alla andra växter i Sverige. 

## Utseende

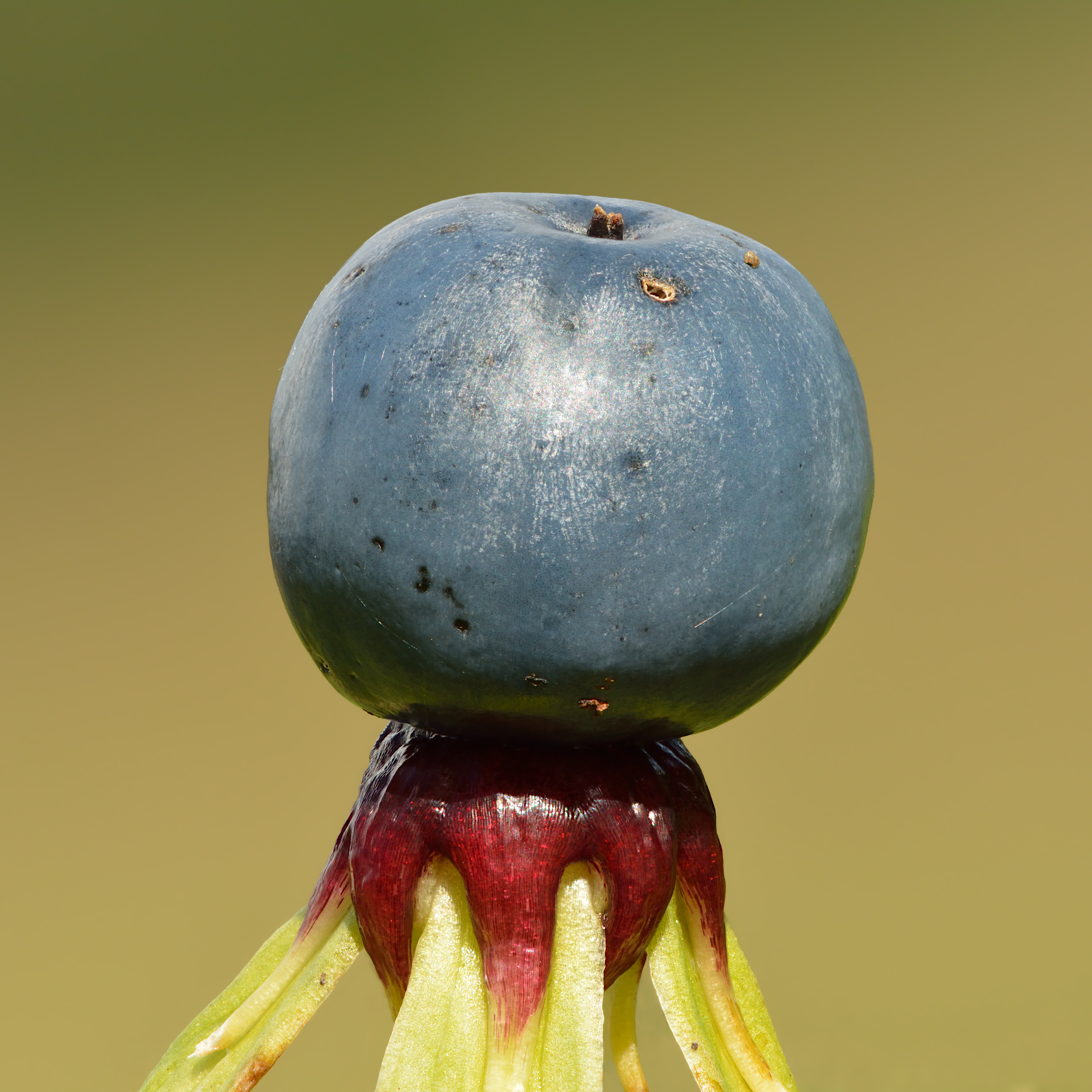
Frukt

Den har brett elliptiska blad, som alla (normalt 4, sällan 5–7), är samlade i en krans högt uppe på stjälken, ett kort stycke nedanför den ensamma, toppställda blomman, och blombladskransarna är alltid fyrtaliga. Man kan inte riktigt urskilja foderblad och kronblad i blommorna. Men kalkbladen är långa och smala, de fyra inre (övre) är trådsmala, och alla något vridna i en rotationsriktning och till färgen gulgröna. Ståndarknapparna är vridna i samma riktning och är till färgen gulgröna. De är utdragna till långa sylar. Pistillen är svartbrun. Bäret är gråblått. Barn kan tro att det är blåbär. Växten innehåller irriterande ämnen, som kan ge magbesvär. Rena förgiftningar är ovanliga, men om fler än fem bär förtärts bör Giftinformationscentralen kontaktas för råd. 
Ormbärsörten kan förefalla dyster och paradoxal i jämförelse med de vackra blommorna i den närbesläktade familjen liljeväxter. De täta bestånden inne i lundens mörkare skrymslen gav förr i tiden vidskepelsen åtskilligt att tala om. Knappt kan man, skrev en författare, förmå en man av allmogen att ta denna avskydda växt i sin hand.

## Biotop
Ormbär är en utpräglad lundväxt.

## Habitat
i södra Skandinavien är ormbär utbredd över hela Norden och på fjällen ända upp till trädgränsen, som i norra Norge innebär 350 m ö h och på Hardangervidda1 240 m ö h.
Allmän i stora delar av Europa, utom de sydligare delarna. Saknas på Irland). Allmän i tempererade delar i Asien, utom längst österut. Saknas helt i Nordamerika. Finns ej söder om Medelhavet.

## Namngivning

### Etymologi
Släktnamnet Paris kommer eventuellt av latinets par ("par", "likadan", "kompanjon") eller av prins Paris från Troja.
Artnamnet quadrifolia betyder "med fyra blad" och kommer av latinets quattor ("fyra") och folium ("blad", "löv").

### Äldre svenska namn
Arten har förutom "ormbär" också burit ett antal andra svenska trivialnamn:
- Bläcken (i Blekinge)
- Fyrling
- Hållbär (av att arten inom naturmedicinen ansetts kunna bota "håll" (mjälthugg). Den sägs även kunna användas mot ögonsjukdomar.
- Korsört (i Blekinge)[4]
- Parört
- Soögon, solögon (av det att det ensamma bäret kan se ut som ögat på en so, alltså hona av gris)
- Trollbär, trollbärs-ört(stod tidigare som svenskt huvudnamn i stället för ormbär).[5]
- Vargbär (i Finland)